# PENTAXのフィルムコンパクト・APSカメラ製品一覧
この項では、旭光学工業（現リコーイメージング）の発売してきた35mm判及びAPSフィルムを使用するコンパクトカメラについて述べる。

## 概要
従来、カメラ製品においては一眼レフ方式のみであったペンタックスも、時代の流れには抗せず、1982年の オートロンシリーズ からコンパクトカメラ分野に進出するようになる。

## 135フィルム

### オートロンシリーズ

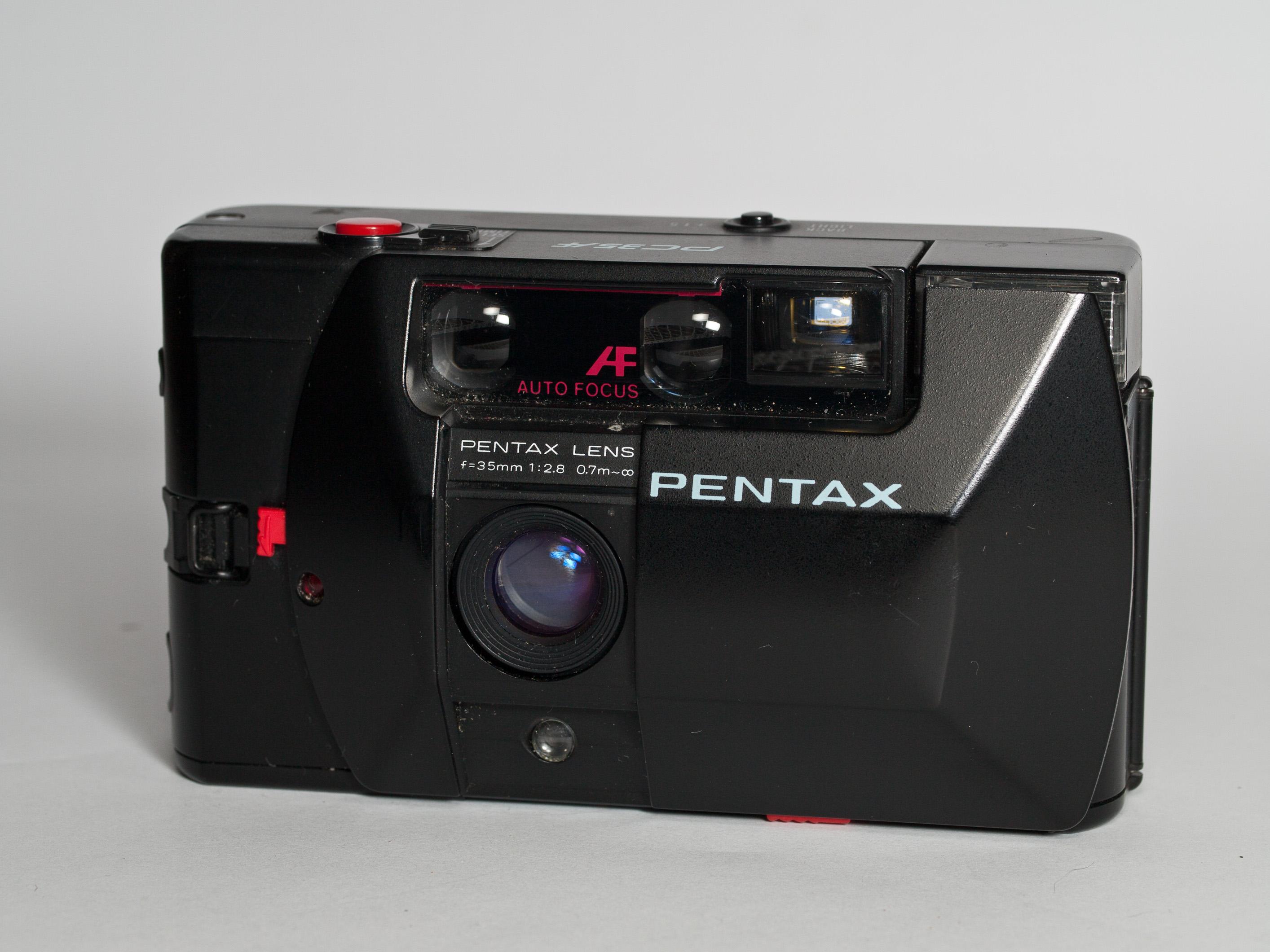
オートロンAF

ペンタックス初のコンパクトカメラシリーズで、レンズシャッター式の単焦点カメラ。上位機種はAF機能を搭載するも、精度はあまり良くなかった。初期のコンパクトカメラであるがゆえに、ブリッジカメラ的な色合いが強く、今のコンパクトカメラにはない独特の雰囲気を持つ。最短撮影距離70cmは、当時のコンパクトカメラの中では秀でていた。
- オートロンAF（PC35AF） - 1982年発売。翌年にカラーバリエーションも発売されている。
- オートロンAF デート（PC35AFD） - 1983年発売。
- オートロンII（PC35AF-M） - 1984年発売。
- オートロンSE（PC35AF-M SE） - 1985年発売。

### スポーツシリーズ
- スポーツ1 - 1985年発売。
- スポーツE（PC-333） - 1986年発売。
- スポーツS（PC-555） - 1986年発売。

### ピノシリーズ
ズームレンズを搭載しない単焦点レンズのコンパクトシリーズである。「ピノ」の名称が付かないモデルもここに記載する。
- ピノ35M - 1985年発売。
- ピノBlack / White - 1987年発売。
- ピノJ - 1988年発売。
- ピノAF - 1988年発売。
- ピノ ライトAF（PC-303） - 1989年発売。
- ピノ スーパーAF（PC-505） - 1989年発売。
- ピノ313（PC-313） - 1991年発売。
- ピノF（PC-50） - 1995年発売。

以下名称無しモデル
- フリッパー（PC-606W） - 1992年発売。
- PC-100 - 1995年発売。
- PC-55 - 1998年発売。
- PC-550 - 1999年発売。

### ズームシリーズ

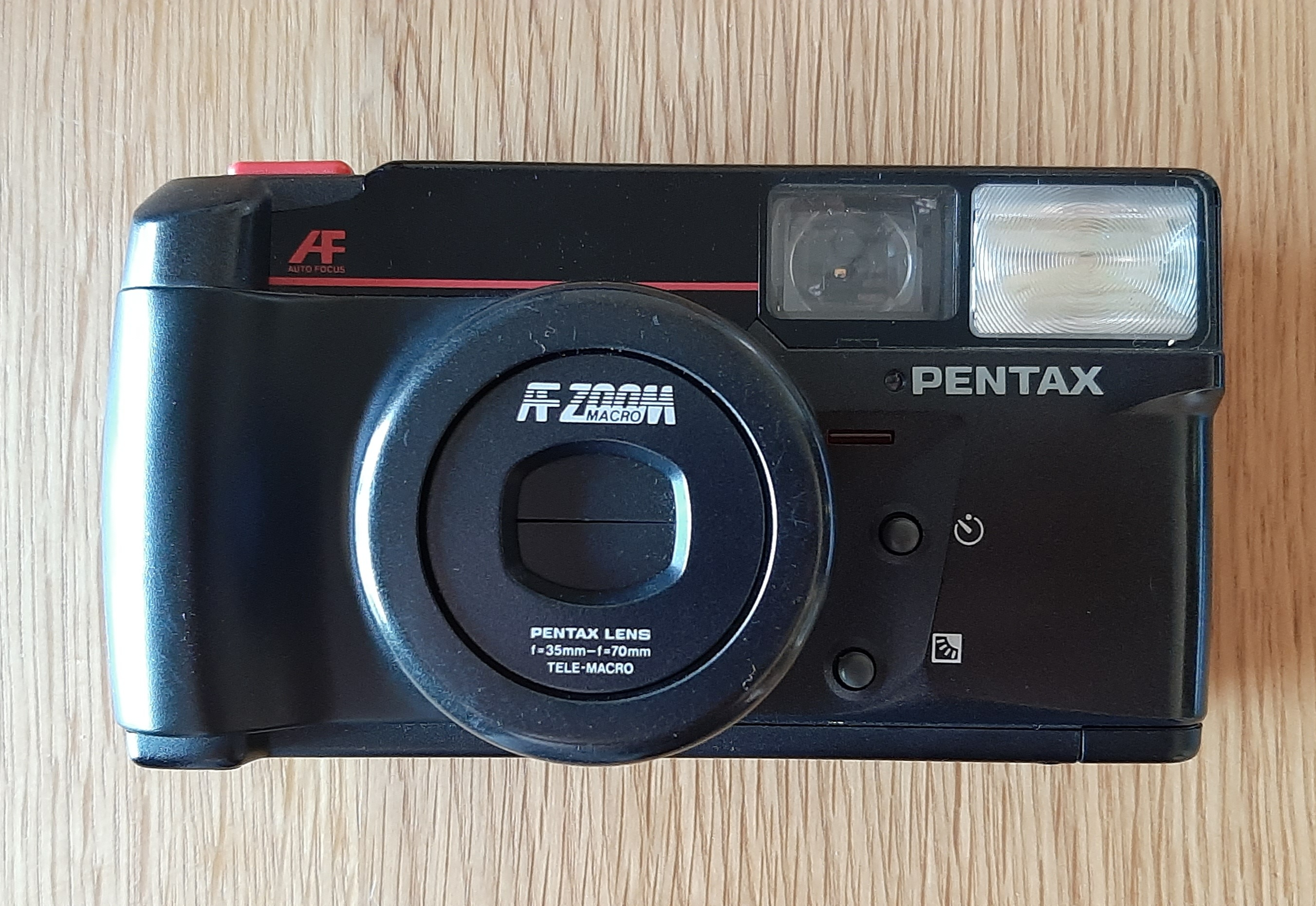
ズーム70S

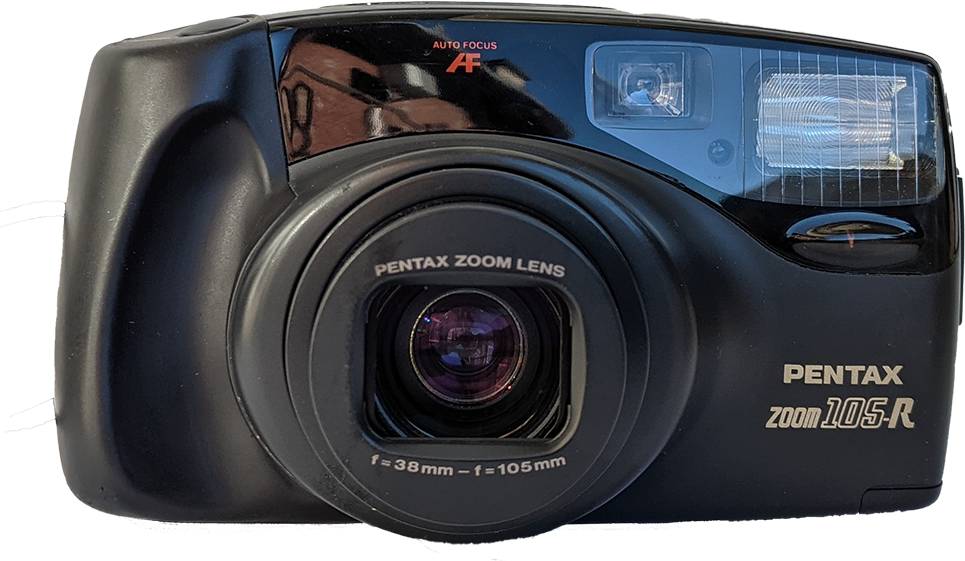
ズーム105R

世界初のズーム付きコンパクトカメラである、『ZOOM70』より始まったズームコンパクトカメラシリーズ。当時のコンパクトカメラは標準・望遠の2焦点カメラが人気であったが、旭光学（当時）では他社との差別化のため、これを飛び越してズームレンズ搭載のコンパクトカメラの発売とした。パワーズームによるズームミングやAFの動作、筐体の大きさなど、今から見れば機能的には劣る面も見られるが、このシリーズは市場に好評をもって迎えられ、オートロンから続くペンタックスブランドのコンパクトカメラの不振を吹き飛ばした。
- ズーム70 - 1986年発売。
- ズーム70S - 1988年発売。
- ズーム60 - 1988年発売。
- ズーム70X - 1989年発売。前面に「MILANO」と書かれたミラノバージョンも発売された。
- ズーム90 - 1989年発売。
- ズーム105スーパー - 1990年発売。
- ズーム60X - 1991年発売。
- ズーム105R - 1991年発売。
- ズーム70R - 1991年発売。
- ズーム90WR - 1991年発売。
- ズーム280P - 1992年発売。

### エスピオシリーズ

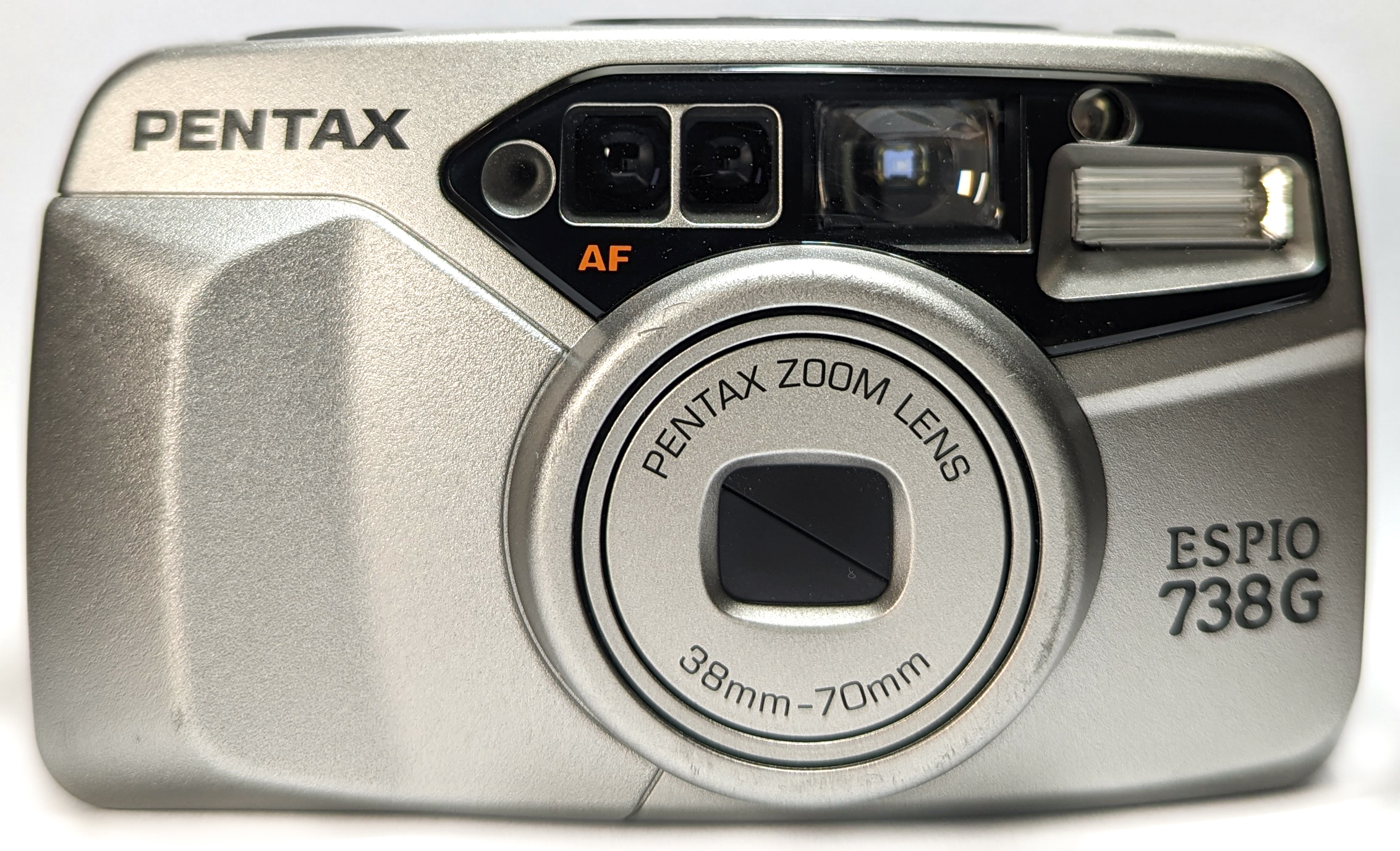
エスピオ738G

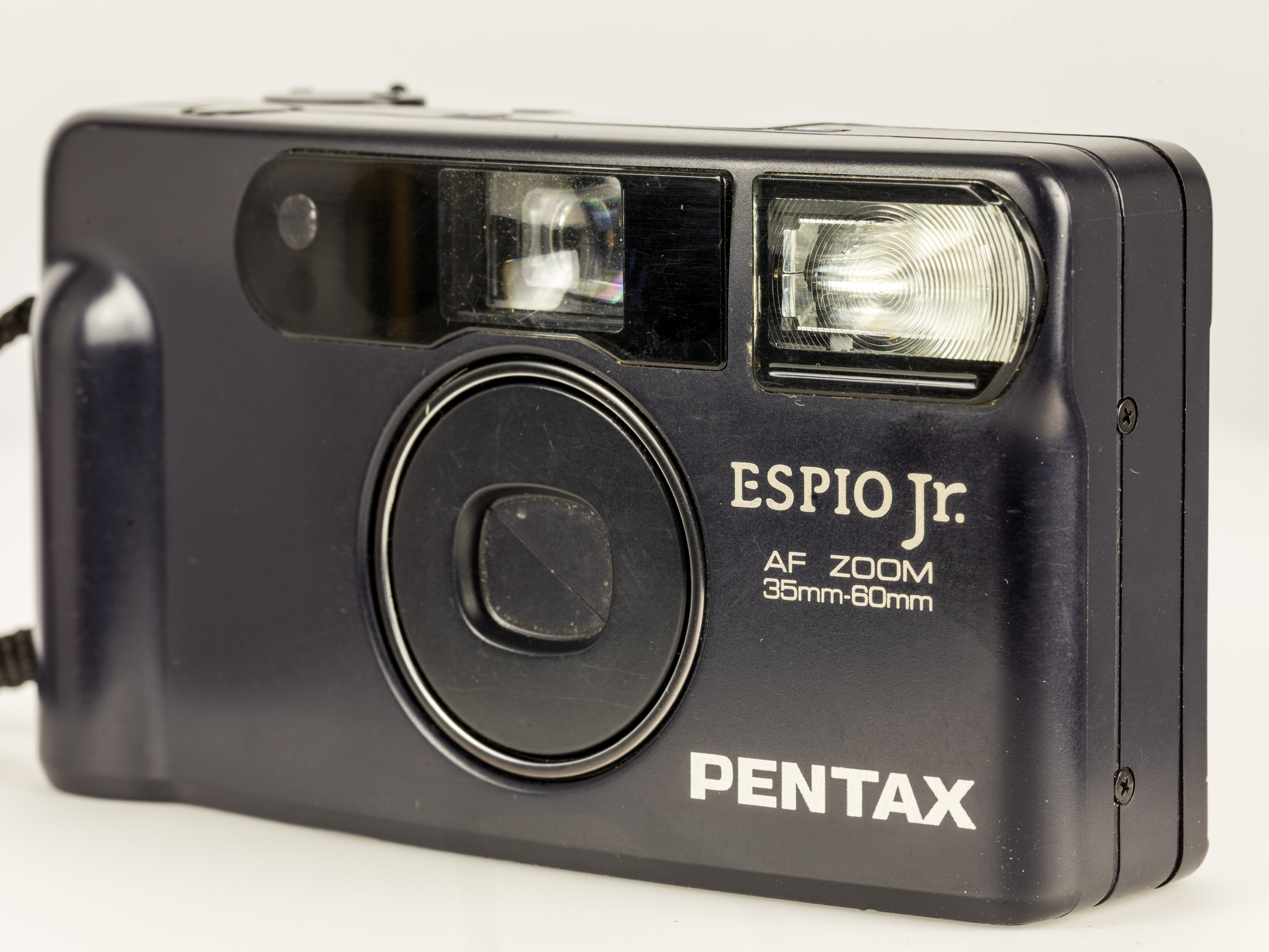
エスピオJr.

従来のオートロンシリーズやズームシリーズが一眼レフカメラとのブリッジカメラ的な色合いが強かったのに対して、エスピオシリーズは真のコンパクトカメラと呼べるサイズにまで小型化された。多くのシリーズ展開がなされ、コンパクトカメラ最大の48～200mmズームレンズを搭載した機種もあった。シリーズ末期はコンパクトデジタルカメラのオプティオシリーズと併売され、あとを譲ることとなった。
- エスピオ - 1992年発売。レンズは35-70mm。ブラックモデルとシルバーモデルの2色が展開された。
- エスピオ115 - 1993年発売。レンズは39-115mm。
- エスピオP - 1993年発売。レンズは35-70mm。
- エスピオW - 1993年発売。レンズは28-56mm。
- エスピオ110 - 1994年発売。レンズは38-110mm。
- エスピオ928 - 1994年発売。レンズは28-90mm。
- エスピオmini - 1994年発売。レンズは32mmF3.5。エスピオシリーズの中で唯一単焦点レンズを採用したモデルである。
- エスピオ120 - 1994年発売。レンズは38-120mm。
- エスピオ80 - 1994年発売。レンズは35-80mm。
- エスピオ628 - 1994年発売。レンズは28-60mm。
- エスピオ140 - 1994年発売。レンズは38-140mm。
- エスピオ70E - 1995年発売。レンズは38-70mm。
- エスピオ80E - 1996年発売。レンズは38-80mm。
- エスピオ160 - 1996年発売。レンズは38-160mm。ホワイトゴールドモデルも発売された。
- エスピオ115M - 1995年発売。レンズは38-115mm。ローズゴールドモデルも発売された。
- エスピオ90MC - 1997年発売。レンズは38-90mm。
- エスピオ140M - 1998年発売。レンズは38-140mm。デラックスモデルも発売された。
- エスピオ200 - 1998年発売。レンズは48-200mm。
- エスピオ105S - 発売年不明。レンズは38-105mm。
- エスピオ105WR - 1998年発売。レンズは38-105mm。
- エスピオ125M - 1998年発売。レンズは38-125mm。
- エスピオ838G - 1998年発売。レンズは38-80mm。
- エスピオ115G - 1999年発売。レンズは38-115mm。
- エスピオ120Mi - 1999年発売。レンズは38-120mm。
- エスピオ105G - 1999年発売。レンズは38-105mm。
- エスピオ928M - 1999年発売。レンズは28-90mm。
- エスピオ105Mi - 2000年発売。レンズは38-105mm。
- エスピオ145Mスーパー - 2000年発売。レンズは38-145mm。
- エスピオ838S - 2000年発売。レンズは38-80mm。
- エスピオ135M - 2000年発売。レンズは38-135mm。
- エスピオ120SW - 2001年発売。レンズは28-120mm。
- エスピオ105SW - 2001年発売。レンズは28-105mm。
- エスピオ170SL - 2001年発売。レンズは38-170mm。
- エスピオ150SL - 2001年発売。レンズは38-150mm。
- エスピオ130M - 2001年発売。レンズは38-130mm。
- エスピオ80V - 2002年発売。レンズは38-80mm。
- エスピオ120SW II - 2002年発売。レンズは28-120mm。
- エスピオ24EW - 2002年発売。レンズは24-105mm。
- エスピオ140V - 2003年発売。レンズは38-105mm。

## APSカメラ
1997年に登場したアドバンスト・フォト・システム（APS）カメラ製品の規格策定にも加わり、カメラ製品もリリースした。同システムを使用したカメラはコンパクトカメラに限られ、一眼レフの発売はなかった。規格の衰退とともに出荷も縮小を続け、2006年2月をもって販売終了となった

### エフィーナシリーズ
APSを採用した実像式ズームファインダー式のコンパクトカメラシリーズ。同業他社がAPSカメラ製品から撤退していく中で販売され続けてきたが、2006年2月に販売終了された。
- エフィーナ - 1997年11月発売。レンズは24-48mm。
- エフィーナ T - 1999年12月発売。レンズは23-69mm。
- エフィーナ T2 - 2000年10月発売。レンズは23-46mm。

## 参考図書
- 豊田堅二 『入門・金属カメラオールガイド』　カメラGET!-スーパームック第11巻、CAPA編集部、学習研究社、2003年7月20日、ISBN 4-05-603101-0
- 『アサヒカメラニューフェース診断室-ペンタックスの軌跡』　アサヒカメラ編集部、朝日新聞社、2000年12月1日、ISBN 4-02-272140-5
- 『往年のペンタックスカメラ図鑑』　マニュアルカメラ編集部、枻文庫、2004年2月20日、ISBN 4-7779-0019-3
- 『ペンタックスのすべて』　エイムック456-マニュアルカメラシリーズ10、枻出版社、2002年1月30日、ISBN 4-87099-580-8